# 日本人のへそ
『日本人のへそ』（にほんじんのへそ）は、井上ひさし原作による戯曲・演劇・映画である。劇団テアトル・エコー第34回公演のため書き下ろされ、1969年2月に初演された。2幕構成。井上の本格的な戯曲デビュー作としても知られる。2010年の公演にて読売演劇大賞選考委員特別賞を受賞。1977年に映画化された。

## 概要
とある大学教授の提案から、吃音症治療として浅草のストリッパーの半生を劇中劇で描き、そこから物語は二転三転する。言葉遊びを駆使した喜劇でありながら、日本の社会と精神を風刺し、ミステリー、音楽劇の要素も含む作品である。また、井上自身の経歴や体験が内容に多く反映されている。
NHKの人形劇『ひょっこりひょうたん島』で井上の脚本に感銘を受けた出演者の熊倉一雄が、1967年2月に自身の劇団テアトル・エコーのため井上へ書き下ろし脚本を依頼。完成したのが本作品である。熊倉が当時自ら演出と主演を務め、「日本人のへそ」という題も熊倉が命名している。
1969年2月の初演で成功を収め、しばらく熊倉と井上のコンビによる作品は演劇界の話題となった。また、自分に戯曲の才能はないと思っていた井上はこの成功から、劇作家を一生の仕事にしようと決意したという。
テアトル・エコーでは2度再演されている。2010年の3度目の公演は「目が黒いうちに再演したい」と熊倉の意向で井上本人の快諾の上で企画されたものの、公演前に井上が死去したことから追悼公演となった。また、井上主宰によるこまつ座でも、1985年以降公演が行われている。
初演に出演した山田康雄は本作について、後に「既成の新劇の演技術では処しきれない井上ひさしさんのデビュー作に、役者も演出家も悪戦苦闘していた」と述懐している。なお、山田は役作りの際『ルパン三世』の原作を大きな参考にしたといい、それが縁で代表作となるルパン三世の声優に抜擢されることとなった。

## 公演

### テアトル・エコー公演
- 第34回公演（1969年2月）
- 第43回公演（1972年10月）
- 第140回公演（2010年9月 - 10月）※井上ひさし追悼公演

### こまつ座公演
- 第2回公演（1985年1月）
- 第27回公演（1992年11月 - 12月）
- 第93回公演（2011年3月）※井上ひさし追悼公演
- 第135回公演（2021年3月）

### その他の公演
- 虚構の劇団第15回公演（2020年） ※新型コロナウイルスにより中止となり2022年に上演となった[6]。

## 主な出演
ヘレン天津役以外の出演者は、基本的に複数の役を演じる。

### テアトル・エコー公演
※熊倉一雄は全公演に教授役で出演。
第34回・第43回公演
- 平井道子 - ヘレン天津
- 山田康雄
- 熊倉一雄
- 二見忠男
- 梶哲也
- 太田淑子
- 弥永和子
- 杉山佳寿子
- 丸山裕子
- 服部公一

第140回公演
- きっかわ佳代 - ヘレン天津
- 熊倉一雄
- 落合弘治
- 永井寛孝
- 根本泰彦
- 多田野曜平
- 吉川亜紀子
- 沖田愛
- 川本克彦
- 溝口敦
- 松澤太陽
- さとう優衣
- 奥村円佳
- 斎藤淳一郎

### こまつ座公演
第2回公演
- 石田えり - ヘレン天津
- 平田満
- 塩島昭彦
- 下馬二五七
- 島田歌穂
- 松金よね子
- すまけい

第27回公演
- 江波杏子 - ヘレン天津
- 大高洋夫
- 小田豊
- 大島宇三郎
- 沖恂一郎

第93回公演
- 辻萬長
- 石丸幹二
- たかお鷹
- 久保酎吉
- 山崎一
- 明星真由美
- 町田マリー
- 植本潤
- 笹本玲奈 - ヘレン天津
- 小曽根真
- 吉村直
- 古川龍太
- 今泉由香
- 高畑こと美

第135回公演
- 井上芳雄
- 小池栄子 - ヘレン天津
- 朝海ひかる
- 山西惇
- 久保酎吉
- 土屋佑壱
- 前田一世
- 藤谷理子
- 木戸大聖
- 安福毅
- 岩男海史
- 山﨑薫
- 大内唯
- 朴勝哲

### その他の公演
虚構の劇団公演
- 久ヶ沢徹
- 鷺沼恵美子
- 倉田大輔
- 小沢道成
- 小野川晶 - ヘレン天津
- 三上陽永
- 渡辺芳博
- 梅津瑞樹
- 溝畑藍

## 主なスタッフ

### テアトル・エコー公演
- 演出 - 熊倉一雄
- 脚本 - 井上ひさし
- 振付 - 藤村俊二→三浦亨
- 音楽 - 服部公一

### こまつ座公演
- 演出 - 栗山民也
- 振付 - 謝珠栄→新海絵理子
- 美術 - 妹尾河童
- 音楽 - 宇野誠一郎→小曽根真→宇野誠一郎

### その他の公演
虚構の劇団
- 演出 - 鴻上尚史
- 振付 - 齋藤志野
- 美術 - 池田ともゆき
- 音楽 - 河野丈洋

## 書誌情報
- 表裏源内蛙合戦（1975年、新潮社、ISBN 978-4101168029）
- 井上ひさし全芝居 その一（1984年、新潮社、ISBN 978-4-10-302315-9）

## 映画
1977年公開。テアトル・エコー公演を基にしており、熊倉も舞台とは別役ながら出演している。

### スタッフ
- 監督 - 須川栄三
- 脚本 - 白坂依志夫
- 原作 - 井上ひさし
- 製作 - 須川栄三、藤井浩明、西村隆平
- 撮影 - 逢沢譲
- 美術 - 竹中和雄
- 音楽 - 服部公一
- 録音 - 太田六敏、宮下光威
- 照明 - 福富精治
- 編集 - 黒岩義民
- 助監督 - 近藤明男
- スチル - ケン影岡
- 振付 - 中川久美

### キャスト
- 緑魔子
- 佐藤蛾次郎
- 草野大悟
- なべおさみ
- 三谷昇
- 小松方正
- 東てる美
- 女屋実和子
- 丸山善司
- 橘由紀
- 野瀬哲男
- 山西道広
- 熊倉一雄
- ハナ肇
- 美輪明宏